# 鹿豹座53
鹿豹座53，又名BD+60 1105，HD 65339、SAO 14402、HR 3109，是鹿豹座的一颗恒星，视星等为6.01，位于銀經156.73，銀緯31.95，其B1900.0坐标为赤經7h 53m 10s，赤緯+60° 31.95′ 52″。